# Мужская баскетбольная всеамериканская сборная NCAA
Мужские баскетбольные всеамериканские сборные NCAA (англ. The NCAA Men's Basketball All-American Teams) — символические сборные, составляемые из лучших баскетболистов Национальной ассоциацией студенческого спорта (NCAA) различными организациями путём голосования.

## История
Впервые всеамериканская сборная студенческого баскетбола была выбрана журналом College Humor и отдельно Christy Walsh Syndicate в 1929 году. В 1932 году обувная компания Converse стала публиковать свою версию всеамериканской сборной в своём ежегоднике «Converse Basketball Yearbook» и продолжала это делать до 1983 года, когда прекратила печатать издание. В 1936 году была создана Helms Athletic Foundation, которая ретроспективно составила символические сборные 1905—1935 годов, а также стала ежегодно составлять списки до 1983 года. Издание Associated Press стала составлять свою версию всеамериканской сборной с 1948 года.

## Консенсуальные сборные
С ростом числа СМИ, составляющих всеамериканские команды, NCAA определила консенсуальные всеамериканские сборные вплоть до 1905 года. Эти команды были составлены с учётом от двух до шести ведущих медиа-источников и были предназначены для отражения мнения большинства экспертов студенческого баскетбола. В настоящее время для определения Консенсуальной сборной используются четыре команды, формируемые Associated Press, Национальной ассоциацией баскетбольных тренеров, Ассоциации баскетбольных журналистов Соединённых Штатов и журналом Sporting News. С 1984 года для определения консенсуальной сборной NCAA использует стандартную очковую систему. За попадание в первую сборную даётся три очка, во вторую — два и в третью — одно. Для попавших в четвёртую или ниже команду никаких очков не даётся. Пять игроков, набравших больше всех очков (плюс те, которые набрали столько же) включаются в первую сборную, следующие пять игроков (плюс те, которые набрали столько же) — во вторую сборную.

### Организации, определявшие консенсуальную сборную
В разные годы следующие организации и СМИ определяли консенсуальные команды. С 1905 года по 1928 года команда по версии Helms Athletic Foundation считалась «официальной» командой NCAA.
| Организация/СМИ                                       | Годы                            |
| Helms Athletic Foundation                             | 1929—1948                       |
| College Humor                                         | 1929—1933; 1936                 |
| Christy Walsh Syndicate                               | 1929—1930                       |
| Converse Yearbook                                     | 1932—1948                       |
| Literary Digest                                       | 1934                            |
| Мэдисон-сквер-гарден                                  | 1937                            |
| Omaha World                                           | 1937—1942                       |
| Newspaper Enterprise Association (NEA)                | 1938; 1953—1963                 |
| Collyer’s News Bureau                                 | 1942—1944                       |
| Pic                                                   | 1939                            |
| Sporting News                                         | 1943—1946; 1960—1962; 1998—н.в. |
| Argosy                                                | 1945                            |
| True                                                  | 1946—1947                       |
| Associated Press (AP)                                 | 1948—н.в.                       |
| United Press International (UPI)                      | 1949—1996                       |
| Look                                                  | 1949—1962                       |
| Collier’s                                             | 1949—1956                       |
| International News Service                            | 1950—1958                       |
| Национальная ассоциация баскетбольных тренеров (NABC) | 1957—н.в.                       |
| National Collegiate Association Bureau                | 1961                            |
| Ассоциация баскетбольных тренеров США (USBWA)         | 1963—н.в.                       |

### Десятка лучших университетов
Десятка лучших учебных заведений, чьи игроки чаще всего попадали в первую консенсуальную всеамериканскую сборную. Полный список можно увидеть здесь.
| Университет       | Выборов | Игроков | Последнее избрание        |
| ----------------- | ------- | ------- | ------------------------- |
| Канзас            | 30      | 23      | 2018 (Девонте Грэм)       |
| Северная Каролина | 27      | 18      | 2017 (Джастин Джексон)    |
| Кентукки          | 26      | 21      | 2016 (Тайлер Улис)        |
| Пердью            | 26      | 18      | 2017 (Калеб Суониган)     |
| Дьюк              | 24      | 21      | 2019 (Барретт, Уильямсон) |
| Пенсильвания      | 24      | 14      | 1953 (Эрни Бэк)           |
| Нотр-Дам          | 23      | 14      | 2015 (Джериан Грант)      |
| Висконсин         | 21      | 18      | 2015 (Фрэнк Камински)     |
| УКЛА              | 21      | 15      | 2017 (Лонзо Болл)         |
| Колумбия          | 19      | 13      | 1957 (Чет Форте)          |